# Grenzgraben (Main)
Der Grenzgraben ist ein gut drei Kilometer langer Bach im Schweinfurter Becken, der im unterfränkischen Landkreis Schweinfurt und an der Grenze der kreisfreien Stadt Schweinfurt verläuft und von rechts in den Main mündet.

## Geographie

### Verlauf

#### Quellgebiet
Der Grenzgraben entspringt auf einer Höhe von 230 m ü. NHN im Gebiet der Gemeinde Bergrheinfeld am Nordrand des Waldgewanns Büchhorn, rund 200 Meter südlich der Bundesautobahn 71 und etwa 300 Meter westlich des Autobahndreiecks Werntal. Die nur intermittierend wasserführende Quelle liegt am Fuße eines etwa 237 m ü. NHN hohen, mit Eichenwald bestandenen Hügels und wird im Westen und Norden von Ackerfluren gesäumt. Auf der Geländekuppe des Hügels liegen ungenutzte Restflächen mit wechselfeuchten Magerwiesen, in denen Pfeifengras und Hirschwurz-Haarstrang dominieren. Teilbereiche wurden in Wildacker umgewandelt, während andernorts durch Sukzession Schlehen, Weißdorne und Faulbäume sich ausbreiten sowie junge Eichen aus dem angrenzenden Wald eindringen.
Auf der anderen Seite der Autobahn liegt mit dem Abfallwirtschaftszentrum Rothmühle die zentrale Entsorgungseinrichtung des Landkreises Schweinfurt. Etwa einen halben Kilometer weiter westlich befindet sich der zu Bergrheinfeld gehörende Riedhof, der früher als Mühle und Hof diente.
Das Tal des Grenzgrabens ist mit holozänen bis pleistozänen Lockersedimenten verfüllt, die überwiegend aus Lehm oder Sand bestehen und teils kiesige Anteile aufweisen. Der linke Talhang besteht aus Gesteinen der Grabfeld-Formation des Mittleren Keupers der Mittel- bis Obertrias, insbesondere aus dunkelroten bis grünlichgrauen Ton- und Mergelsteinen. Diese sind durchsetzt mit Dolomit- bzw.  Dolomitmergelsteinbänken, grauen, knollig-unregelmäßigen Quarzbrekzien, weißen bis weißgrauen Gipssteinen sowie grusigen, gelbgrauen Residualbildungen im basalen Bereich. Der rechte Hang besteht aus Löß oder Lößlehm des Pleistozäns mit karbonathaltigem Schluff mit feinsandiger Textur oder karbonatfreiem, tonig-feinsandigem Schluff. Darüber hat sich vorherrschend Braunerde gebildet.

#### Weiterer Verlauf
Der Grenzgraben fließt zunächst stark begradigt, begleitet von einem Feldweg auf seiner linken Seite, ostsüdostwärts am Nordrand des Laubwaldes entlang und wird dabei linksseitig von Ackerflächen, später von extensiv genutztem Grünland mit Baum- und Buschbewuchs gesäumt. Nach knapp 300 Metern erreicht er das Autobahndreieck, wo er einen kleinen Teich speist und anschließend verdolt in den Untergrund abgeleitet wird. In einem Rohr unterquert der Bach die Autobahnanlagen, passiert dabei einen auf seiner linken Seite liegenden zweiten Teich  und tritt anschließend östlich des Kreuzungsbereichs wieder an die Oberfläche. Der Bach verläuft nun am Nordrand eines kleinen Mischwaldes, biegt dann nach Südosten ab und vereinigt sich anschließend mit dem ebenfalls nur zeitweise wasserführenden südlichen Quellast, der innerhalb der sogenannten „Trompete“ entspringt.
Der vereinigte Bach läuft in der Flur Löhleinholz kurz durch den Wald, unterfließt dann zuerst eine asphaltierte Straße, auf der der Wern-Radweg entlangläuft. An der Böschung unterhalb des Radfernwegs verläuft zwischen Acker und der Altdeponie Bergrheinfeld eine gestufte Hecke aus Schlehen, Rosen und Weißdorn, durchsetzt mit Eschen und am südlichen Ende mit Hasel. Gleich danach unterquert er die Gleisanlagen der Bahnstrecke Bamberg–Rottendorf. Am Bahndamm der Trasse wachsen Schlehenhecken mit beigemischter Rose sowie vereinzelt Eichen und jüngere Eschen und in den dazwischenliegenden Lücken breiten sich trockene Salbei-Glatthaferwiesen aus. Jenseits der Bahnanlagen verlässt der Bach den Wald, tritt in die offene Flur ein und durchfließt, begleitet von Ufergehölz, eine Grünlandzone, bevor er wenig später die St 2270 kreuzt. Der Talgrund ist dort nahezu vollständig von Kolluvisolen aus schluffigem bis lehmigem Material bedeckt. An den Hängen steht mittelpleistozäner Flussschotter mit kiesigem, teils sandigem und steinigem Charakter an, überlagert von fruchtbaren Braunerdeböden, die überwiegend ackerbaulich genutzt werden.
Der Bach verläuft zwischen dem 223 m ü. NHN hohen Rothen Berg im Norden und dem Hilftberg im Süden durch ein Tal mit intensiv genutzter Ackerlandschaft. Am linken Hang erstreckt sich oberhalb des Erlachswegs an einem südexponierten Hang ein etwa 140 Meter langer und über 6 Meter breiter Gebüschstreifen aus Schlehen-Rosenhecken, durchsetzt mit teils älteren Weißdornbüschen und einzelnen Eichen. Nordöstlich davon schließt sich eine kleine Streuobstwiese an. Der stark begradigte Bach passiert einen linksseitig gelegenen Teich und quert dann die Rothmühlstraße. Etwas bachabwärts erreicht er den Ostrand  des Pfarrdorfs Bergrheinfeld und wird von einem rechten Zufluss gestärkt. Ab da führt der Grenzgraben ganzjährig Wasser.
Er fließt nun nordostwärts an den Überresten zweier vor- und frühgeschichtlicher Siedlungen vorbei, von denen eine rechts und die andere links des Bachs liegt, verschwindet anschließend in den Untergrund, unterquert den Nutzweg und taucht nach etwa 100 Metern wieder an der Oberfläche auf. Wenig südlich davon liegt der „Festpark Holderhecke“, auf dem im August die Kirchweih in traditioneller fränkischer Weise gefeiert wird, und nördlich davon befindet sich an der Kreisgrenze zu Schweinfurt das Betonwerk der Firma Riedel Bau, das seit 1954 als Transportbetonwerk betrieben wird. Am Ostrand des Betriebsgeländes zieht sich entlang eines ehemaligen Baggersees eine schwach gestufte Hecke aus Schlehen, Wildrosen und Weißdornbüschen.
Der Bach durchquert nun einen kleinen Teich. folgt anschließend der Kreisgrenze und nimmt dann auf seiner linken Seite ein Bächlein auf, das südlich der Bundesautobahn 70 entspringt und aus der Gemarkung des Schweinfurter Stadtteils Oberndorf heranzieht. Nach der Einmündung des Bächleins durchzieht der Grenzgraben  eine offene Ackerflur, begleitet von lockerem Uferbewuchs, und läuft anschließend in Richtung Südosten. Er unterquert die St 2447, die an dieser Stelle auch Schweinfurter Straße genannt wird, und folgt anschließend parallel zum Kiesgrubenweg dem Verlauf der Kreisgrenze. Er kreuzt die Wohnstraße Waldpfad und quert dann die Goethestraße, auf der der Fernwanderweg Via Romea Germanica verläuft, ein Pilgerweg, der bereits seit dem 13. Jahrhundert Romreisende aus dem Norden Europas nach Italien führte. Er zieht danach an der auf seiner linken Seite gelegenen Straßenmeisterei Schweinfurt vorbei; gegenüber erstreckt sich das Gewerbegebiet Landwehr.

#### Mündung
Der Grenzgraben fließt durch dichtes Ufergehölz und mündet schließlich auf einer Höhe von 204 m ü. NHN aus dem Nordwesten kommend bei der Kleingartenanlage In der Schwemme direkt an der Kreisgrenze von rechts in den aus dem Nordosten heranziehenden Main. Sein ungefähr 3,2 Kilometer langer Lauf endet etwa 26 Höhenmeter unterhalb seiner Quelle, er hat somit ein mittleres Sohlgefälle von circa 8,1 ‰.
Auf der anderen Seite des Main liegt das Naherholungsgebiet von Grafenrheinfeld mit insgesamt elf Stillgewässern.

### Einzugsgebiet
Das Einzugsgebiet des Grenzgrabens liegt im Schweinfurter Becken und wird durch ihn über den Main und den Rhein zur Nordsee entwässert.
Das Einzugsgebiet wird zum größten Teil landwirtschaftlich genutzt, nur im westlichen Bereich gibt es größere Wälder und im Osten Siedlungen. Die höchste Erhebung ist ein namenloser Hügel mit einer Höhe von 248 m ü. NHN im Südwesten des Einzugsgebiets.